# 鈴木良之
鈴木良之（すずき よしゆき、1958年7月3日 - ）は、日本の防衛官僚、弁護士、法務博士。防衛研究所長や、防衛省人事教育局長、防衛装備庁長官を歴任した。

## 人物、経歴
東京都出身。東京工業高等専門学校電気工学科を中退、1982年中央大学法学部卒業、防衛庁入庁。入庁同期に豊田硬元防衛事務次官がいる。定時退庁を心がけ、2012年には桐蔭横浜大学大学院法務研究科法務専攻を修了し、法務博士（専門職）の学位を取得。2013年には司法試験に合格した。
契約本部輸入課長、技術研究本部技術企画部長、北関東防衛局長を経て、2008年防衛省大臣官房審議官兼情報本部副本部長。2012年防衛省地方協力局次長。防衛監察本部副監察監を経て、2015年防衛研究所長。2016年防衛省人事教育局長。2017年防衛装備庁長官。2018年退官。2019年東京海上日動火災保険顧問。2023年関裕治朗法律事務所弁護士。

## 略歴
- 1977年  東京工業高等専門学校電気工学科3年次中退
- 1981年  国家公務員採用上級甲種試験（法律）合格
- 1982年3月  中央大学法学部法律学科卒業
- 1982年4月  防衛庁防衛局計画官付
- 1987年4月  防衛局調査第２課総括・分析班部員
- 1989年5月  防衛局防衛課年度班部員
- 1991年1月  人事局人事第１課部員
- 1992年11月  長官官房総務課部員
- 1993年9月  経理局施設課部員
- 1995年7月  教育訓練局訓練課部員
- 1996年7月  教育訓練局教育課部員
- 1997年7月  防衛施設庁施設部施設対策第三課長
- 1999年1月  技術研究本部総務部会計課長
- 1999年12月  長官官房秘書課部員
- 2001年4月  契約本部輸入課長
- 2002年4月  長官官房政策評価監査課長
- 2004年4月  長官官房政策評価監査官
- 2004年8月   防衛施設庁施設部施設調整官 (併)内閣府政策統括官(沖縄政策担当)付参事官(政策調整担当)
- 2006年8月  技術研究本部技術企画部長
- 2008年1月  情報本部情報官
- 2008年8月  大臣官房審議官（情報本部担当） (兼)防衛省情報本部副本部長
- 2010年8月  北関東防衛局長
- 2012年1月  地方協力局次長
- 2012年3月  桐蔭横浜大学大学院法務研究科法務専攻修了、法務博士（専門職）
- 2012年7月  大臣官房審議官(併)内閣官房内閣審議官(内閣情報調査室)内閣官房内閣情報調査室カウンターインテリジェンス・センター副センター長
- 2013年10月  司法試験合格
- 2014年1月  (解)内閣官房内閣審議官(内閣情報調査室)
- 2014年7月  防衛監察本部副監察監
- 2015年10月  防衛研究所長
- 2016年7月  人事教育局長
- 2017年7月  防衛装備庁長官
- 2018年8月  退官
- 2019年2月  東京海上日動火災保険顧問
- 2023年3月  関裕治朗法律事務所弁護士（第二東京弁護士会所属）